# Ukrainare i Ryssland
Ukrainare i Ryssland (ukrainska: українці в Росії, ryska: украинцы в России) utgör den största diasporagrupp av ukrainare. År 2010 bodde 1,9 miljoner ukrainare i Ryssland, vilket motsvarade mer än 1,4% av den totala befolkningen i Ryssland och var den tredje största etniska gruppen i landet, efter etniska ryssarna och tatarerna. Uppskattningsvis 340 000 personer födda i Ukraina (mestadels ungdomar) söker sig permanent och legalt till Ryssland varje år. Sedan Euromajdan och den fortfarande pågående inbördeskrig i östra Ukraina har minst 2 500 000 ukrainska flyktingar bosatte sig i Ryssland. Det finns nästan 6 miljoner ukrainska flyktingar och arbetstagare i Ryssland, motsvarande cirka en miljard dollar av arbetsinkomsterna skickas hem till Ukraina. Efter utbrottet av Kriget i Donbass 2014 har över 420 000 asylsökande och flyktingar från Ukraina registrerat sig i Ryssland. I samband med Rysslands invasion av Ukraina 2022 ökade inflödet av huvudsakligen östukrainska flyktingar till Ryssland.